# Filmografia Andrzeja Wajdy

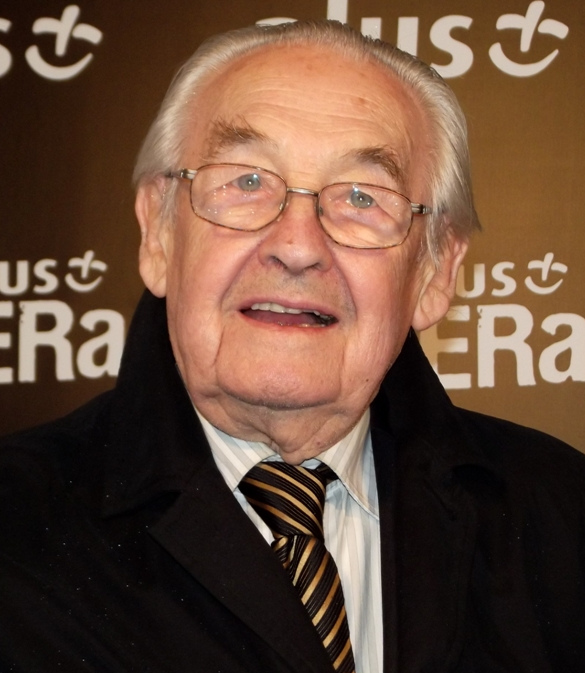
Andrzej Wajda (2012)

Filmografia Andrzeja Wajdy (ur. 6 marca 1926, zm. 9 października 2016) – polskiego reżysera filmowego i teatralnego, który pisał także scenariusze do części swoich filmów.

## Filmografia
| Rok  | Tytuł                                                              | Reżyser | Scenarzysta | Aktor | Uwagi | Źródło |
| ---- | ------------------------------------------------------------------ | ------- | ----------- | ----- | --- | ------ |
| 1951 | Zły chłopiec                                                       | T       | T           |       | Etiuda szkolna, ekranizacja noweli Antoniego Czechowa. | [ 1 ]  |
| 1951 | Ceramika iłżecka                                                   | T       | T           |       | Etiuda szkolna. | [ 2 ]  |
| 1953 | Trzy opowieści                                                     |         | T           |       | Film polityczny; reż. Czesław Petelski, Konrad Nałęcki, Ewa Poleska. | [ 3 ]  |
| 1953 | Kiedy ty śpisz                                                     | T       | T           |       | Etiuda szkolna. | [ 4 ]  |
| 1954 | Pokolenie                                                          | T       |             |       | Kinowy debiut Wajdy; ekranizacja powieści Bohdana Czeszki. | [ 5 ]  |
| 1955 | Idę do słońca                                                      | T       | T           |       | Film dokumentalny. | [ 6 ]  |
| 1956 | Kanał                                                              | T       |             |       | Ekranizacja opowiadania Jerzego Stefana Stawińskiego. | [ 7 ]  |
| 1958 | Popiół i diament                                                   | T       | T           |       | Adaptacja powieści Jerzego Andrzejewskiego pt. Popiół i diament. | [ 8 ]  |
| 1959 | Lotna                                                              | T       | T           |       | Adaptacja opowiadania Wojciecha Żukrowskiego pt. Lotna. | [ 9 ]  |
| 1960 | Niewinni czarodzieje                                               | T       |             |       | | [ 10 ] |
| 1961 | Samson                                                             | T       | T           |       | Adaptacja powieści Kazimierza Brandysa. | [ 11 ] |
| 1962 | Powiatowa lady Makbet Sibirska ledi Magbet                         | T       |             |       | Ekranizacja powieści Nikołaja Leskowa pt. Powiatowa lady Makbet. | [ 12 ] |
| 1962 | Miłość dwudziestolatków L’Amour à 20 ans                           | T       |             |       | Kooperacyjny film nowelowy; Wajda wyreżyserował nowelę Warszawa. | [ 13 ] |
| 1965 | Popioły                                                            | T       |             |       | Ekranizacja powieści Stefana Żeromskiego pt. Popioły. | [ 14 ] |
| 1967 | Bramy raju Gates to Paradise                                       | T       |             |       | Ekranizacja powieści Jerzego Andrzejewskiego pt. Bramy raju. | [ 15 ] |
| 1968 | Wszystko na sprzedaż                                               | T       | T           |       | | [ 16 ] |
| 1968 | Przekładaniec                                                      | T       |             |       | Telewizyjna nowela filmowa. | [ 17 ] |
| 1969 | Polowanie na muchy                                                 | T       | T           |       | | [ 18 ] |
| 1970 | Krajobraz po bitwie                                                | T       | T           |       | Adaptacja opowiadania Tadeusza Borowskiego pt. Bitwa pod Grunwaldem. | [ 19 ] |
| 1970 | Brzezina                                                           | T       | T           |       | Telewizyjna adaptacja opowiadania Jarosława Iwaszkiewicza. | [ 20 ] |
| 1971 | Piłat i inni                                                       | T       | T           | T     | Telewizyjna adaptacja wątku powieści Michaiła Bułhakowa pt. Mistrz i Małgorzata. Był to jedyny film reżysera, w którym Wajda odpowiadał także za scenografię i kostiumy. | [ 21 ] |
| 1972 | Wesele                                                             | T       |             |       | Ekranizacja dramatu Stanisława Wyspiańskiego pt. Wesele. | [ 22 ] |
| 1974 | Ziemia obiecana                                                    | T       | T           |       | Adaptacja powieści Władysława Reymonta pt. Ziemia obiecana. W 1978 roku miała premierę telewizyjna wersja serialowa.                                                     | [ 24 ] |
| 1976 | Umarła klasa. Seans T. Kantora                                     | T       |             |       | Film dokumentalny, inscenizacja spektaklu Taduesza Kantora pt. Umarła klasa.                                                                                             | [ 25 ] |
| 1976 | Smuga cienia                                                       | T       | T           |       | Adaptacja powieści Josepha Conrada. | [ 26 ] |
| 1976 | Człowiek z marmuru                                                 | T       |             |       | | [ 27 ] |
| 1978 | Zaproszenie do wnętrza                                             | T       | T           |       | Film dokumentalny. | [ 28 ] |
| 1978 | Bez znieczulenia                                                   | T       | T           | T     | | [ 29 ] |
| 1979 | Pogoda domu niechaj będzie z Tobą...                               | T       |             |       | Film dokumentalny. | [ 30 ] |
| 1979 | Panny z Wilka                                                      | T       |             |       | Ekranizacja opowiadania Jarosława Iwaszkiewicza pt. Panny z Wilka. | [ 31 ] |
| 1979 | Dyrygent                                                           | T       |             |       | Ekranizacja opowiadania Andrzeja Kijowskiego. | [ 32 ] |
| 1980 | Z biegiem lat, z biegiem dni…                                      | T       |             |       | Serial telewizyjny, ekranizacja utworów różnych pisarzy Młodej Polski i dwudziestolecia międzywojennego.                                                                 | [ 33 ] |
| 1981 | Człowiek z żelaza                                                  | T       |             |       | Kontynuacja Człowieka z marmuru. | [ 34 ] |
| 1982 | Danton                                                             | T       |             |       | Ekranizacja dramatu Stanisławy Przybyszewskiej pt. Sprawa Dantona. | [ 35 ] |
| 1984 | Miłość w Niemczech Eine Liebe in Deutschland                       | T       | T           |       | Adaptacja powieści Rolfa Hochhutha. | [ 36 ] |
| 1985 | Kronika wypadków miłosnych                                         | T       |             |       | Ekranizacja powieści Tadeusza Konwickiego. | [ 37 ] |
| 1988 | Biesy Les possédés                                                 | T       |             |       | Adaptacja powieści Fiodora Dostojewskiego pt. Biesy. | [ 38 ] |
| 1988 | Les Français vus par                                               | T       |             |       | Seria filmów krótkometrażowych; Wajda wyreżyserował odcinek Proust contre la déchéance.                                                                                  | [ 39 ] |
| 1990 | Korczak                                                            | T       |             |       | | [ 40 ] |
| 1992 | Pierścionek z orłem w koronie                                      | T       | T           |       | Adaptacja powieści Aleksandra Ścibora-Rylskiego pt. Pierścionek z końskiego włosia.                                                                                      | [ 41 ] |
| 1994 | Nastazja                                                           | T       | T           |       | Adaptacja powieści Fiodora Dostojewskiego pt. Idiota. | [ 42 ] |
| 1995 | Wielki tydzień                                                     | T       | T           |       | Adaptacja opowiadania Jerzego Andrzejewskiego. | [ 43 ] |
| 1996 | Panna Nikt                                                         | T       |             |       | Ekranizacja powieści Tomasza Tryzny pt. Panna Nikt. | [ 44 ] |
| 1996 | Andrzej Wajda. Moje notatki z historii                             | T       |             |       | Serial dokumentalny. | [ 45 ] |
| 1999 | Pan Tadeusz                                                        | T       | T           |       | Adaptacja epopei Adama Mickiewicza pt. Pan Tadeusz. | [ 46 ] |
| 1999 | Kredyt i debet. Andrzej Wajda o sobie                              | T       |             |       | Film dokumentalny. | [ 47 ] |
| 2000 | Wyrok na Franciszka Kłosa                                          | T       | T           |       | Telewizyjna adaptacja powieści Stanisława Rembeka. | [ 48 ] |
| 2002 | Zemsta                                                             | T       | T           |       | Adaptacja komedii Aleksandra Fredry pt. Zemsta. | [ 49 ] |
| 2002 | Lekcja polskiego kina                                              | T       | T           |       | Film dokumentalny. | [ 50 ] |
| 2004 | Jan Nowak Jeziorański. Kurier z Warszawy. 60 lat później 1944–2004 | T       |             |       | Film dokumentalny. | [ 51 ] |
| 2005 | Solidarność, Solidarność...                                        | T       | T           |       | Kooperacyjny film nowelowy; Wajda nakręcił etiudę Człowiek z nadziei. | [ 53 ] |
| 2007 | Katyń                                                              | T       | T           |       | | [ 54 ] |
| 2009 | Tatarak                                                            | T       | T           | T     | Adaptacja opowiadania Jarosława Iwaszkiewicza. | [ 55 ] |
| 2010 | Kręć! Jak kochasz, to kręć!                                        | T       | T           |       | Film dokumentalny. | [ 56 ] |
| 2013 | Wałęsa. Człowiek z nadziei                                         | T       |             |       | | [ 57 ] |
| 2016 | Powidoki                                                           | T       |             |       | Inspirowany biografią Władysława Strzemińskiego | [ 58 ] |